# 愛宕車站 (宮城縣)
愛宕車站（日语：／ Atago eki */?）是一由東日本旅客鐵道（JR東日本）的所經營鐵路車站，位於日本宮城縣宮城郡松島町高城字三居山。愛宕是JR東北本線沿線的一個無人車站，屬JR東日本仙台分社管轄的車站之一，由松島海岸車站負責管理。1962年日本國鐵將岩切～品井沼之間坡度較陡的東北本線舊線（山線）廢線，改以坡度較緩的海線替代時，位於山線上的初代松島車站也一同遭到廢站，但由於當時改名為「松島」、原名「新松島」的第二代松島車站與初代松島車站之間距離非常遠，因此在新線上距離初代松島車站最近的地方設置了替代車站，也就是此處的愛宕車站之由來。

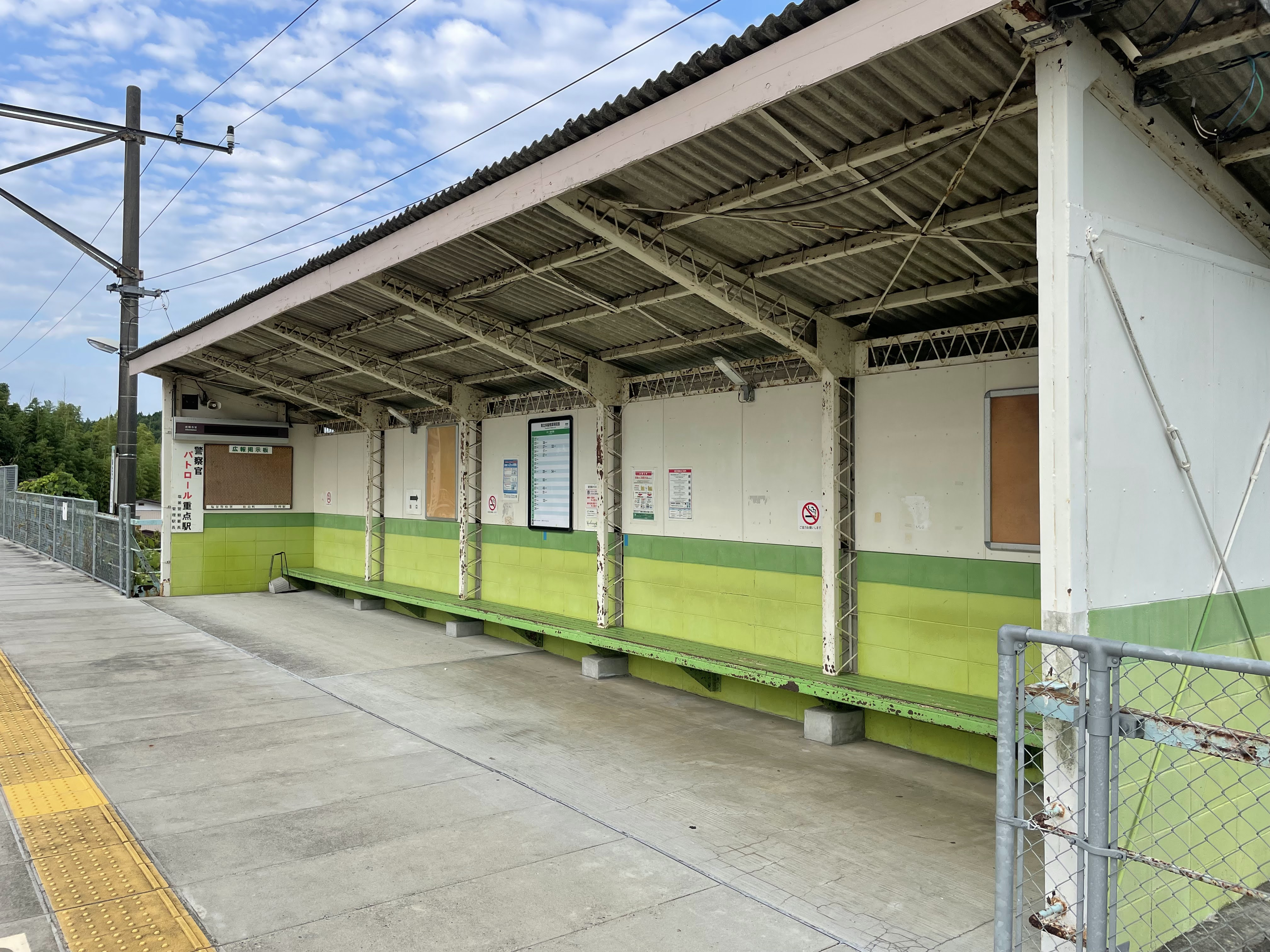
上行線候車室（2022年7月）

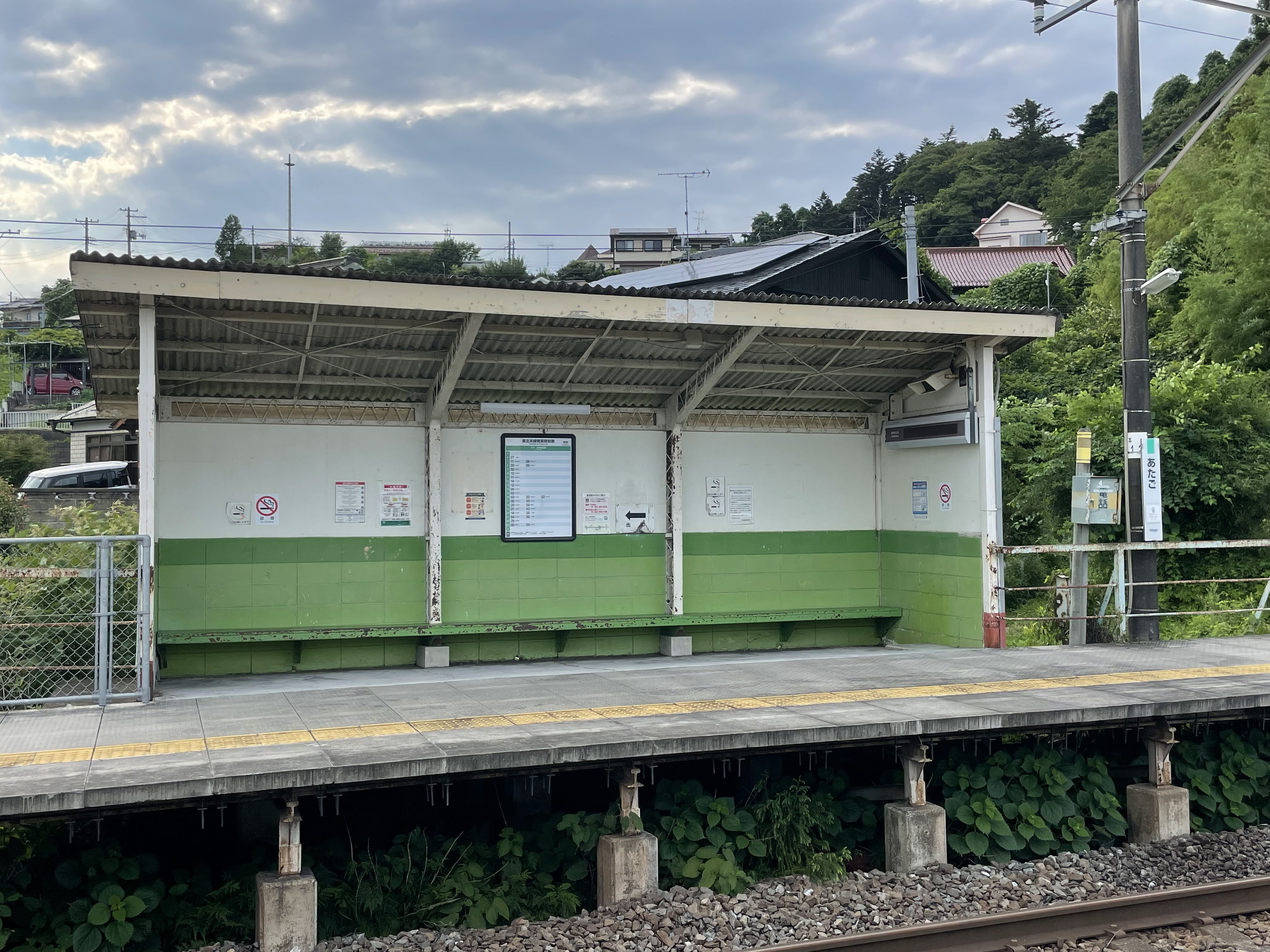
下行線候車室（2022年7月）

## 車站結構

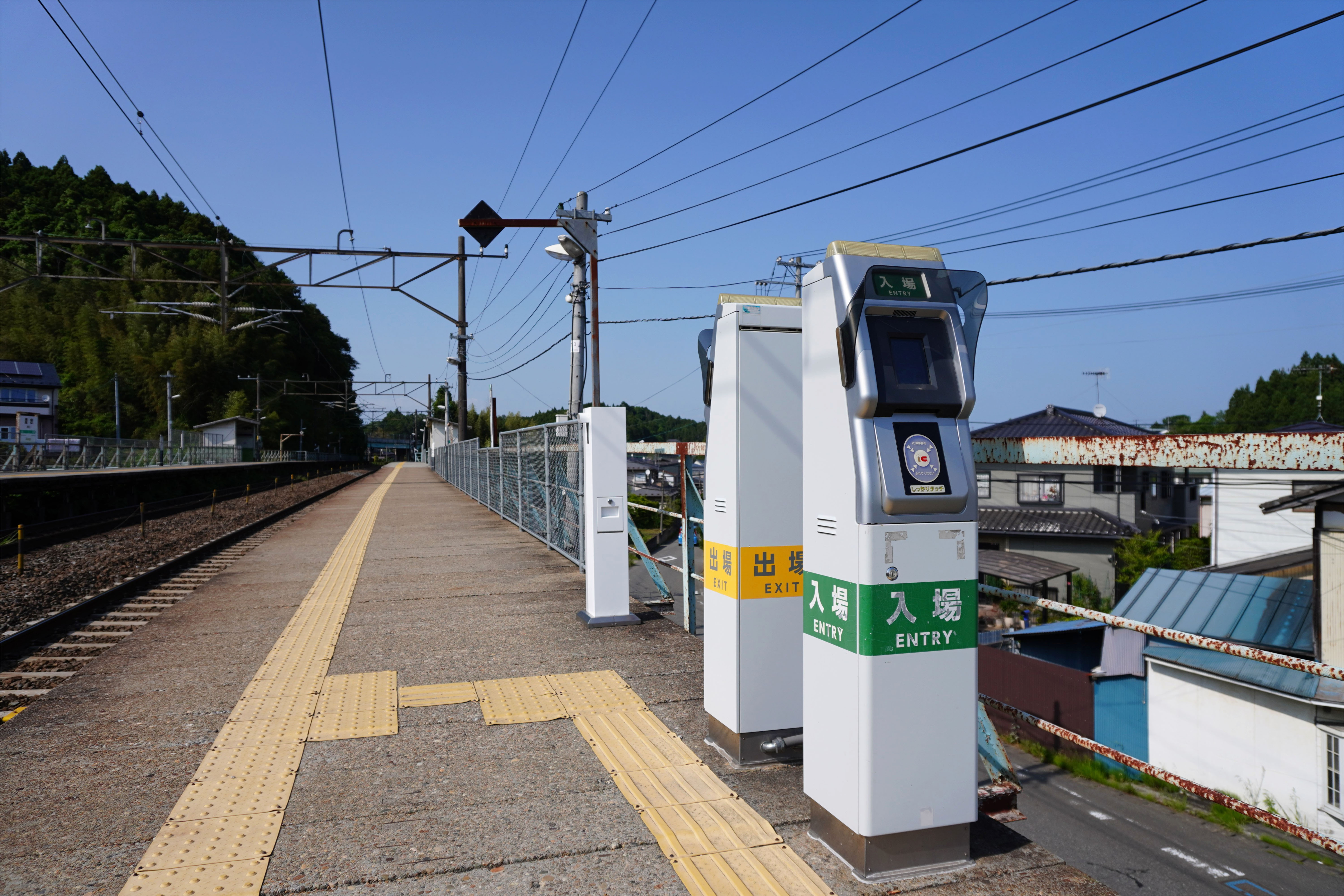
上行線檢票口（2023年5月）

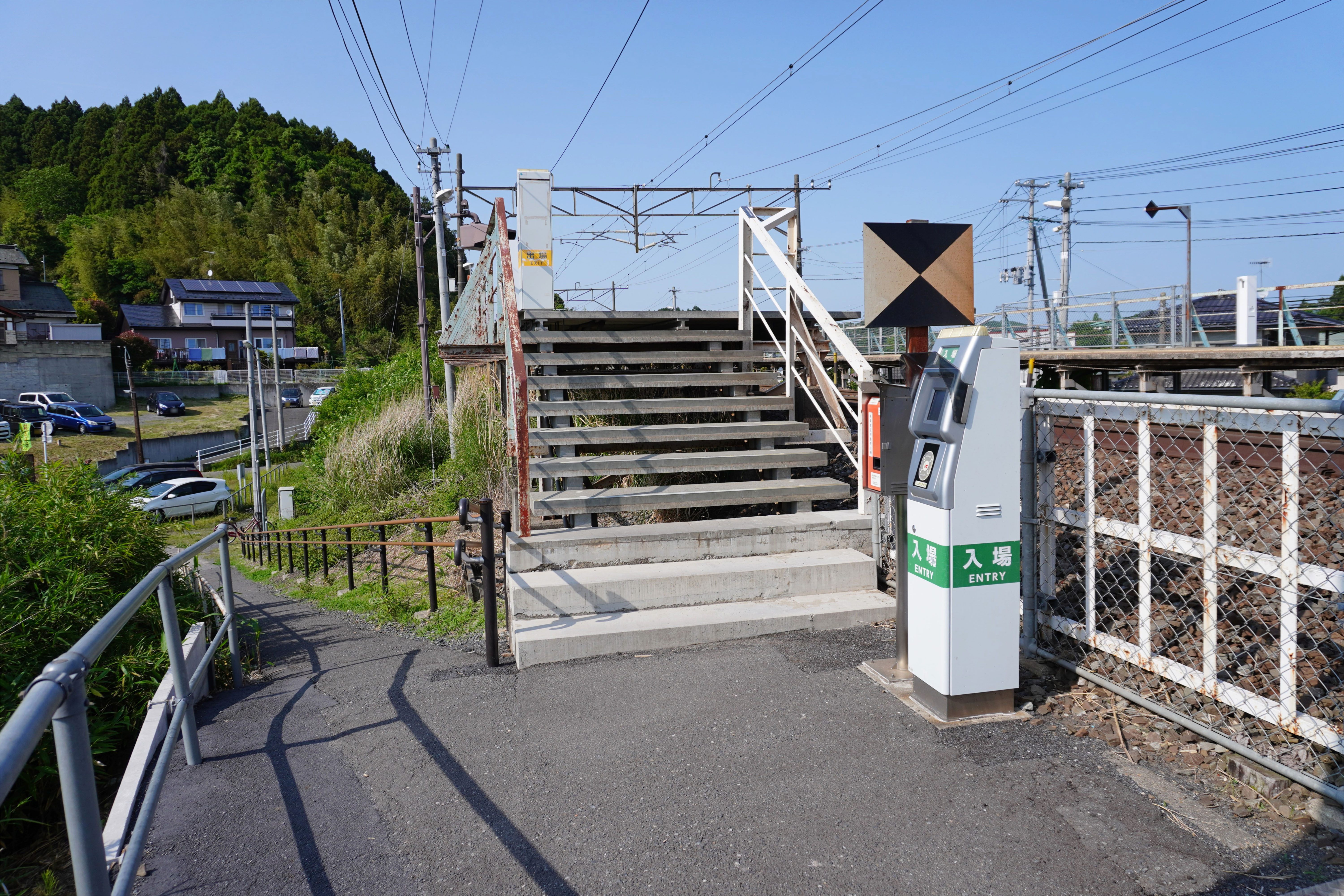
下行線檢票口（2023年5月）

對向式月台2面2線的地面車站。位於地壘上。

### 月台配置
| 月台 | 路線      | 方向 | 目的地     |
| ---- | --------- | ---- | ---------- |
| 東側 | ■東北本線 | 上行 | 仙台方向   |
| 西側 | ■東北本線 | 下行 | 小牛田方向 |

## 相鄰車站
東日本旅客鐵道
■東北本線
松島－愛宕－品井沼

## 外部連結
- （日語）愛宕車站（JR東日本）